# Architecture résidentielle persane traditionnelle
 (novembre 2022).
Si vous disposez d'ouvrages ou d'articles de référence ou si vous connaissez des sites web de qualité traitant du thème abordé ici, merci de compléter l'article en donnant les références utiles à sa vérifiabilité et en les liant à la section « Notes et références ».
L'architecture résidentielle persane traditionnelle désigne les formes architecturales et urbaines persanes.

## Influence du climat
L’architecture traditionnelle iranienne prend en compte ces conditions climatiques. Le tissu urbain traditionnel des villes iraniennes est composé de ruelles tortueuses, les koutcheh (کوچه) (en), entourées de hauts murs d'adobe et de briques et recouvertes, à intervalles plus ou moins réguliers, de toits. Cette forme urbaine était optimisée pour empêcher l'expansion de la région aride et les effets des tempêtes, tout en créant des espaces ombragés. Par ailleurs, cette architecture protège aussi le tissu urbain des températures hivernales froides du plateau iranien.
Les maisons persanes du centre de l'Iran étaient équipées d'un système de climatisation naturelle basé sur la différence entre la température extérieure et la température intérieure, et permettant de bénéficier de températures plutôt fraîches aux étages inférieurs des bâtiments (badguir). Les murs épais permettent eux aussi de se protéger de la chaleur du soleil l'été et de conserver la chaleur intérieure pendant l'hiver froid.

## Influence de la religion
Les nécessités de la défense des villes contre les fréquentes invasions étrangères ont fortement contribué au développement de l'urbanisme persan traditionnel. Celui-ci vise à créer des demeures encloses de hauts murs, à l'abri des regards comme des tensions et des dangers de la vie urbaine. La maison et le jardin attenant s'apparentent ainsi à un espace de tranquillité protégé de l'extérieur.
Les quartiers des anciennes villes persanes se sont souvent formés autour des temples érigés en l'honneur des saints. Tous les équipements publics, tels que les bains, les salons de thé, les bâtiments administratifs, les écoles ou les tekiyehs sont présents dans le quartier ainsi que, souvent, un petit bazar ("bazar-tcheh")  et un réservoir d'eau ("âb anbar"). La ville de Qazvin, par exemple, avait plus d'une centaine de ces réservoirs avant qu'un système moderne de plomberie ne soit installé.

## Matériaux utilisés et caractéristiques esthétiques

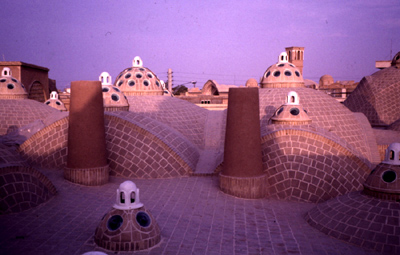
Toitures d'un quartier de Kashan. Le toit qui apparaît au premier plan appartient à un bain public de l'époque qadjare.
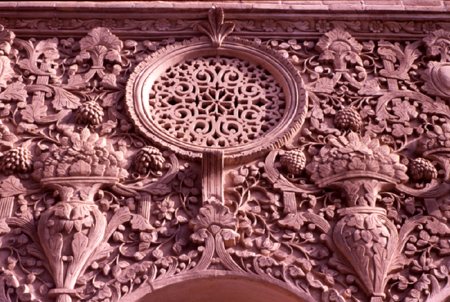
Bas-reliefs en stuc de la maison des Boroudjerdi, à Kashan.
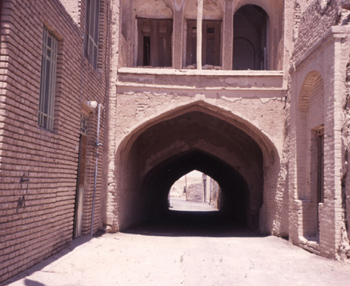
Les koutcheh offraient un refuge contre les tempêtes et le soleil. Photographie de Nain.
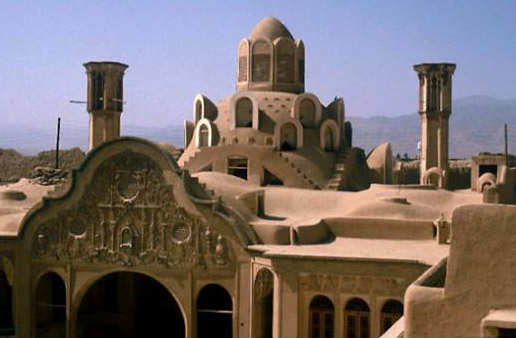
La maison des Boroudjerdi de Kashan, daté de 1857, est un des chefs-d'œuvre de cette période.
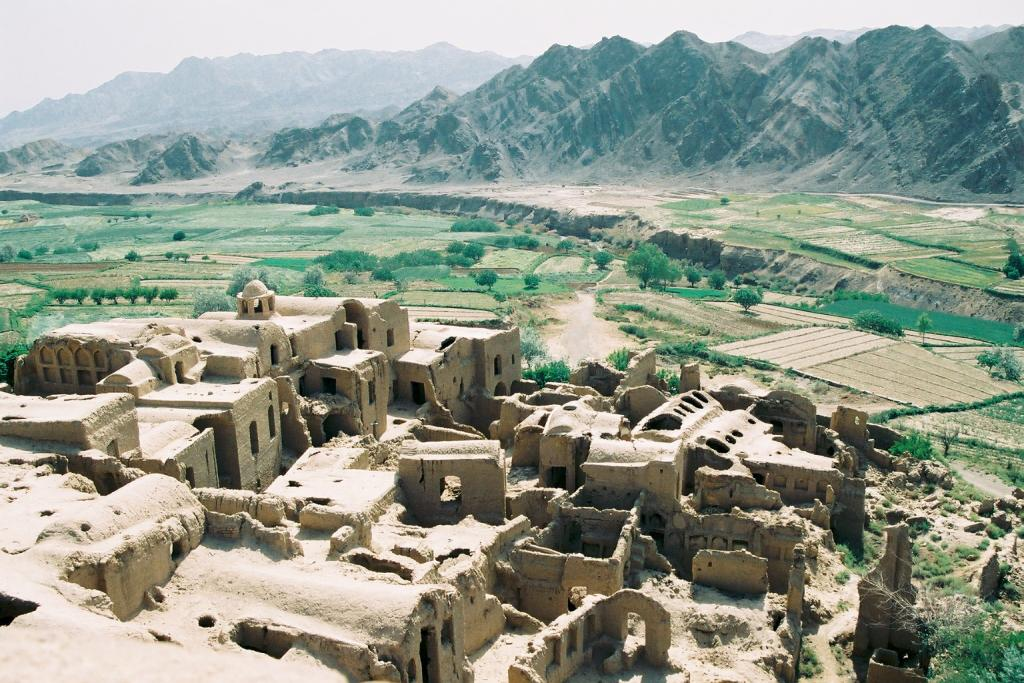
Vieille ville en ruine de Kharanaq, près de Yazd, avec une architecture en pisé typique des villes de la région aride.

L'architecture traditionnelle iranienne compense des ressources naturelles réduites par une grande richesse artistique. Des centaines de maisons traditionnelles à l'architecture élégante peuvent encore aujourd'hui être admirées dans les villes iraniennes, au milieu de constructions plus modernes. La plupart des chefs-d'œuvre architecturaux de cette période sont faits en terre, le stucage en plâtre étant la méthode la plus largement répandue pour réaliser les ornementations des maisons persanes. Parmi les raisons invoquées, le coût plutôt réduit des matériaux utilisés (le gypse, par exemple), ainsi que le fait que ces derniers n'ont pas besoin d'être portés à très haute température pour être transformés en enduit. L'autre raison est que le stuc est malléable et peut être moulé ou sculpté par l'artisan pour prendre la forme désirée. L'usage combiné de ces techniques, maîtrisée depuis l'époque pré-islamique en Iran par les artisans iraniens, permet de donner une apparence luxueuse aux murs bruts des maisons.

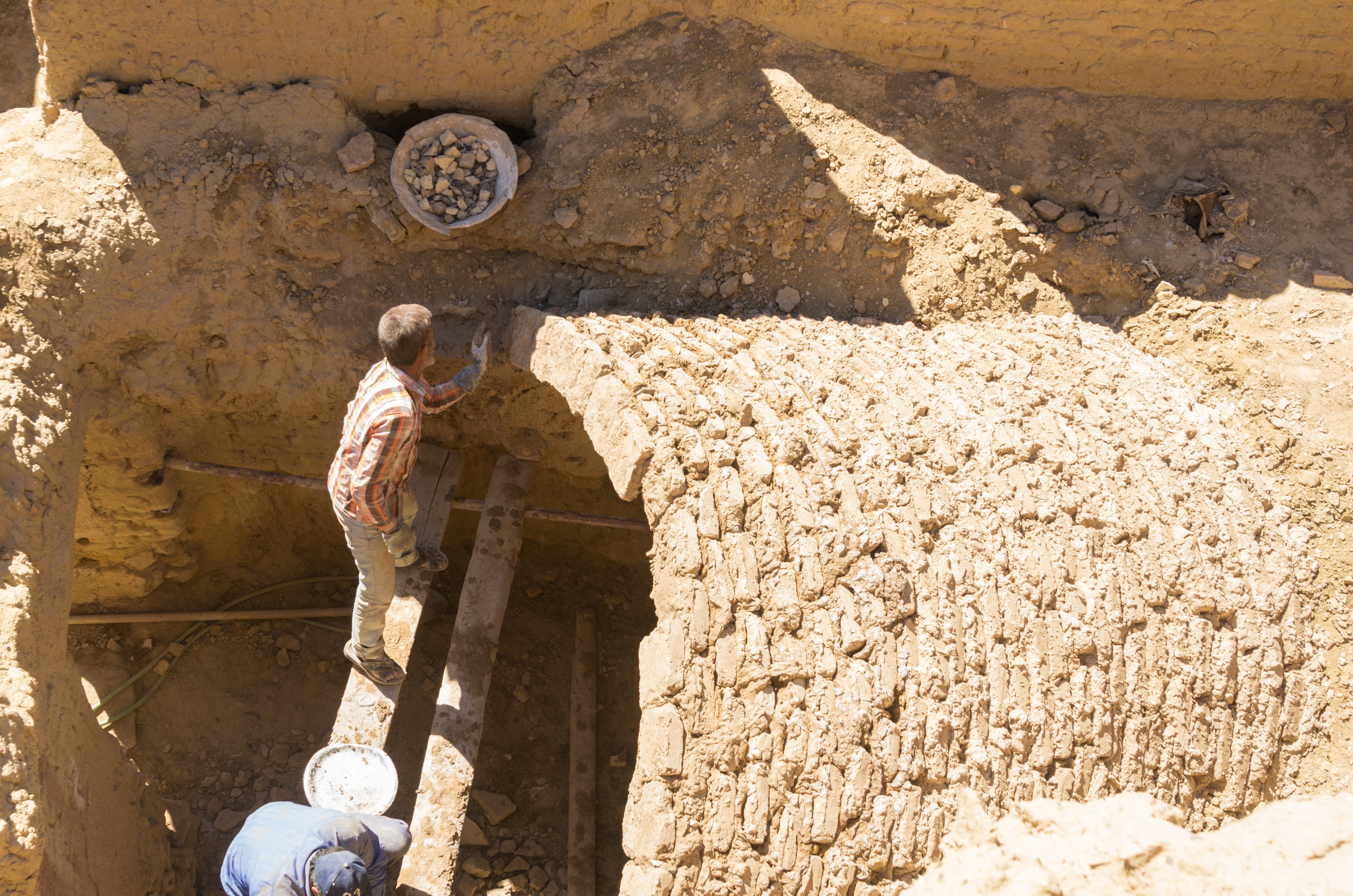
Kharanaq. Construction d'une voûte sans cintre.

La rareté du bois a autorisé le développement de combles ou couvertures en voûte, dont les plus petites sont construites sans cintre. Sur le toit, dans les demeures les plus cossues, l'espace entre les coupoles est comblé pour y établir une terrasse plane délimitée par un parapet, où il est possible de prendre le frais ou même de dormir.
La tradition artistique de la Perse combinée à l'usage de techniques anciennes mais efficaces a ainsi permis de construire des bâtiments ornés de portiques et de toitures équipées de puits de lumière, ainsi que de fenêtres aux dessins complexes et de jeux de miroir, de peintures, de bas-reliefs. Les iwans en sont un exemple.
Alors que la rigueur géométrique des bâtiments de l'époque séfévide, tels que ceux d'Ispahan, évoque l'ordre parfait du monde céleste, les motifs végétaux appliqués sur les murs intérieurs des maisons témoignent de l'amour des Perses pour les jardins. Enfin, les stucs, les fresques et les peintures exécutés par les artisans royaux sont les meilleurs exemples de l'esthétique persane.
Les tremblements de terre en Iran provoquent des destructions massives. La plupart des maisons traditionnelles persanes qui subsistent en Iran datent de l'époque post-tremblement de terre de la période Qajar. Malgré cela, les efforts des architectes persans pour intégrer dans leurs œuvres une résistance aux tremblements de terre ont permis de conserver beaucoup de palais persans de l'époque spectaculaire des Séfévides, comme l'ont raconté les explorateurs français et britanniques dans de nombreuses régions de la Perse.

## Les caractéristiques de l'architecture résidentielle traditionnelle persane

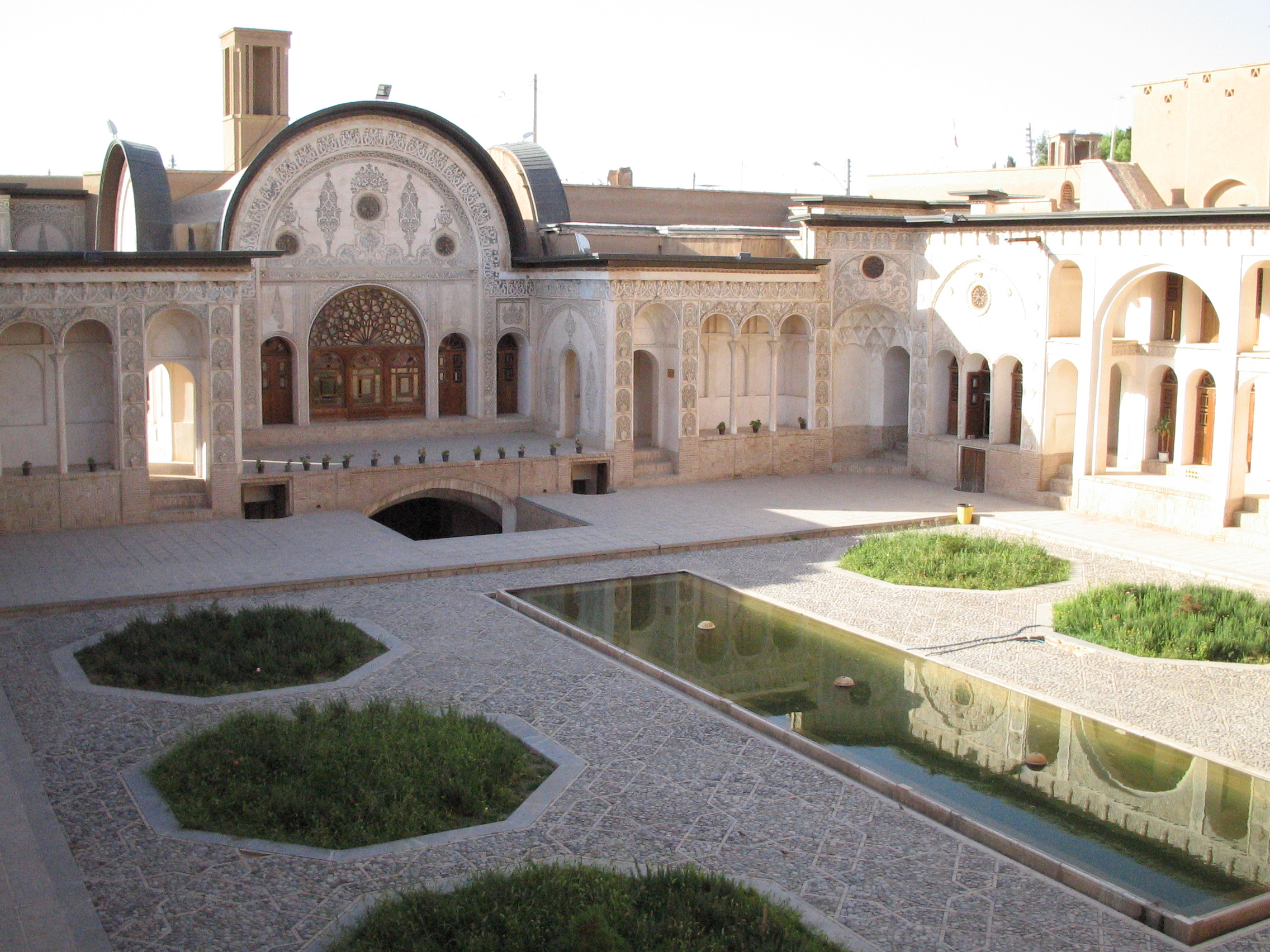
La résidence Khaneh Tabatabaei, à Kashan, date du milieu du XIXe siècle.

La grande majorité des maisons persanes respectent les principes de construction suivants :
1. Hashti et Dalan-e-vorudi : en passant le palier, on entre dans un petit espace clos qui fait la transition avec l'intérieur, et qui s'appelle le hashti. Dans cet espace, la personne qui entre doit changer de direction pour accéder à la pièce d'entrée proprement dite, le Dalan e voroudi. Dans les mosquées, le hashti permet à l'architecte de forcer le croyant à changer la direction de ses pas pour s'orienter correctement pour la prière, lui donnant ainsi l'occasion de se purifier avant d'entrer dans la mosquée.
2. L'accès à l'ensemble des pièces de la maison est aisé.
3. Un bassin central est aménagé et entouré de jardins agrémentés de figuiers, de grenadiers, de vignes, etc. Ce jardin était un lieu de regroupement familial où se pratiquait des activités telles que la cuisine[2].
4. Une distinction claire des espaces, notamment le birouni (l'extérieur) et l'andarouni (l'intérieur).
5. Une orientation spécifique, dans l'axe de La Mecque.[réf. nécessaire]

La cour ou le jardin central dans la maison, 